# Buena Vista (condado de Portage, Wisconsin)
Buena Vista es un pueblo ubicado en el condado de Portage en el estado estadounidense de Wisconsin. En el Censo de 2010 tenía una población de 1198 habitantes y una densidad poblacional de 7,53 personas por km².

## Geografía
Buena Vista se encuentra ubicado en las coordenadas 44°22′17″N 89°27′33″O / 44.37139, -89.45917. Según la Oficina del Censo de los Estados Unidos, Buena Vista tiene una superficie total de 159.08 km², de la cual 158.49 km² corresponden a tierra firme y (0.37%) 0.58 km² es agua.

## Demografía
Según el censo de 2010, había 1198 personas residiendo en Buena Vista. La densidad de población era de 7,53 hab./km². De los 1198 habitantes, Buena Vista estaba compuesto por el 95.99% blancos, el 0.25% eran afroamericanos, el 0.42% eran amerindios, el 0.83% eran asiáticos, el 0% eran isleños del Pacífico, el 1% eran de otras razas y el 1.5% pertenecían a dos o más razas. Del total de la población el 3.01% eran hispanos o latinos de cualquier raza.